# Collier's Weekly
Collier's Weekly este o revistă americană fondată de Peter Fenelon Collier, și publicată din 1888 până în 1957. După mai multe decenii, titlul revistei a fost scurtat, devenind astfel Collier's. Peter Collier a fost un pionier al jurnalismului de investigație.
În afară de a fi o revistă de informații, Collier's era și o revistă literară: erau publicate aici și nuvele. În câteva ocazii, Collier's a publicat în exclusivitate aventurile detectivului Sherlock Holmes scrise de Arthur Conan Doyle.
În 2010, marca înregistrată Collier's a fost achiziționată de JTE Multimedia, care a putut să relanseze revista. Publicul vizat al noii versiuni este segmentul de vârstă de peste 55 ani. 

## Scrieri publicate

### Scrieri ale lui Sir Arthur Conan Doyle
În perioada septembrie 1903 - noiembrie 1924, în revista Collier's Weekly au fost publicate în premieră 11 povestiri cu Sherlock Holmes ale lui Sir Arthur Conan Doyle. Acestea au fost publicate în luna următoare și în revista britanică Strand Magazine. Cele 11 povestiri publicate în Collier's Weekly au fost incluse ulterior, împreună cu povestiri publicate în alte reviste, în trei volume: Întoarcerea lui Sherlock Holmes (1905), Ultima reverență (1917) și Arhiva lui Sherlock Holmes (1927). Povestirile cu Sherlock Holmes din Collier's Weekly au fost publicate în această ordine:
- „Casa pustie” - 26 septembrie 1903
- „Constructorul din Norwood” - 31 octombrie 1903
- „Biciclistul singuratic” - 26 decembrie 1903
- „Școala de stareți” - 30 ianuarie 1904
- „Peter „Cel Negru”” - 27 februarie 1904
- „Aventura lui Charles Augustus Milverton” - 26 martie 1904
- „Cei șase Napoleoni” - 30 aprilie 1904
- „Aventura din Wisteria Lodge” - 15 august 1908
- „Detectivul muribund” - 22 noiembrie 1913
- „Aventura celor trei Garrideb” - 25 octombrie 1924
- „Un client ilustru” - 8 noiembrie 1924